# 서뚝역
서뚝역(西―驛), 옛 명칭 서뚝섬역 또는 서독도역(西纛島驛)은 지금의 서울특별시 성동구 성수동에 있던 경성궤도의 역이다. 현재의 성수공업고등학교 인근에 위치하였다.

## 연혁
- 1930년 11월 1일: 왕십리-동독도 간 4.0 km 개통과 함께 영업 개시[2]
- 해방 이후: 서뚝섬역에서 서뚝역으로 개칭
- 1966년 7월경[3]: 운행 중지